# Resident Evil: The Darkside Chronicles
 (septembre 2017).
Si vous disposez d'ouvrages ou d'articles de référence ou si vous connaissez des sites web de qualité traitant du thème abordé ici, merci de compléter l'article en donnant les références utiles à sa vérifiabilité et en les liant à la section « Notes et références ».
Resident Evil: The Darkside Chronicles est un jeu vidéo de type survival horror développé par Cavia et édité par Capcom. Le jeu est sorti en France sur Wii le 27 novembre 2009 et sur PlayStation 3 en version HD le 18 juillet 2012.
Faisant suite à The Umbrella Chronicles, il est la relecture sur Wii et PlayStation 3 des volets 2 et Code Veronica, mais il ajoute également un chapitre inédit sur la relation entre Léon et Krauser. La prise en main que proposent la Wiimote et le pistolet Wii Zapper, ainsi que la DualShock 3 et le PS move, change radicalement l'expérience de jeu, tout en se rapprochant du volet précédent, The Umbrella Chronicles.

## Système de jeu
Il ressemble un peu à son ainé (The Umbrella Chronicles), mais avec quelques points améliorés. Tout d'abord, ils ont transformé RE 2 et RE: CV en Rail-Shooter avec de meilleurs graphismes, on a aussi un chapitre exclusif avec Leon S. Kennedy et Jack Krauser qui ont pour mission de retrouver Javier Hidalgo, un ancien chercheur d'Umbrella Corporation. Les améliorations sont : on gère de l'argent au lieu de points, meilleure facilité pour fracasser des objets; votre partenaire tire quand il veut et a une jauge de vie; on voit enfin votre partenaire et on a une gestion d'inventaire à faire maintenant.

## Personnages

### Personnages principaux
- Leon Scott Kennedy
- Claire Redfield
- Chris Redfield
- Steve Burnside
- Jack Krauser

### Personnages mineurs
- Sherry Birkin
- Annette Birkin
- Ada Wong
- HUNK
- Marvin Branagh
- Ben Bertolucci
- Brian Irons
- Robert Kendo
- Katherine Warren
- Alexander Ashford
- Manuela Hidalgo
- Hilda Hidalgo
- Hannah
- Guide
- Burnside

### Antagonistes
- William Birkin
- Alfred Ashford
- Alexia Ashford
- Albert Wesker
- Javier Hidalgo

## Bestiaire

### Standard
- Zombie (Javier Zombie)
- Zombie Dog
- G-Zombie
- Lurker
- Licker (Evolved Licker)
- Giant Spider
- Ivy (Ivy +YX)
- Giant Moth
- Bandersnatch
- Black Widow
- Moth
- Hunter II
- Alexia-Pod
- Hunter γ
- Anubis
- Jumping Maneater
- Plague Crawler
- Jabberwock S3
- Crow
- Cockroach
- Bat
- Piranha
- Ant
- Veronica Plant
- Tofu

### Boss
- "G"
- Giant Alligator
- T-103/T-00
- William Birkin
- Gulp Worm
- T-103 (Model T-078)
- Nosferatu
- Steve Burnside
- Alexia Ashford
- Hilda Hidalgo
- V-Complex

## Scénario
« Le virus continue à se développer… À changer de forme, à se renforcer sans cesse… Puis est venu le jour où son éradication fut possible… »
Ce jeu, divisé en trois chapitres, retrace les péripéties de Leon S. Kennedy et Claire Redfield dans différentes circonstances. À part le chapitre sur Racoon City et le virus Veronica, le reste est inédit (effectivement celle avec Krauser). 
Ces trois chapitres permettent d'éclairer certains points de cette histoire compliquée. Cela nous permet de voir à quel point Resident Evil est bien construit. Le jeu tire beaucoup d'autres volets (et les améliorations) pour une concordance parfaite.

### Opération Javier
Depuis les incidents de Raccoon City, aucun des cas impliquant les A.B.O (Armes Bio Organiques) n'a été rapporté. Le laboratoire Umbrella corporation, créateur du virus T en propagation, s'est quasiment effondré et le monde tente d'oublier tout l'incident. Selon les informations provenant des services de renseignement, un ancien chercheur d'Umbrella agissant en secret a pris contact avec un homme au nom de Javier Hidalgo dans un petit pays d'Amérique du Sud. Dans cette mission, Leon fait équipe avec Jack Krauser pour la première fois et nous permet d'élucider le point Krauser.

### Mémoire d'une cité perdue
Mémoire d'une cité perdue ou Resident Evil 2 a commencé dans une ville fantôme infestée de zombies. Raccoon City, une petite bourgade du Middle West américain entourée de régions boisées. Cet endroit paisible vivait de l'activité d'un géant pharmaceutique et il ne fallait guère s'attendre à croiser des visiteurs le jour. Umbrella Corporation crée le virus T et infecte la ville qui se transforme peu à peu en un patelin infesté de zombies mangeurs d'homme, peu intelligents et très résistants. C'est le premier jour de Leon S. Kennedy en tant que policier (R.P.D) ; il constate avec effroi ce qu'est devenue cette ville. Il fait la rencontre de Claire Redfield, une jeune fille à forte personnalité, à la recherche de son frère Chris, membre des S.T.A.R.S, disparu. Ils font aussi connaissance d’Ada Wong. Ce chapitre est lui aussi très fidèle à son volet, surtout au niveau architectural. Contrairement à Resident Evil 2, Léon et Claire ne se quittent presque jamais, et s'affectent à la même mission : protéger Sherry. (Pour plus d'informations sur l'histoire en général voir Resident Evil 2)

### Le jeu de l'oubli
Le jeu de l'oubli ou Code Veronica se passe après Resident Evil 2. Claire Redfield est toujours à la recherche de son frère, Chris. Trois mois après s'être échappée de Raccoon City avec Leon, Claire est partie jeter un œil dans le laboratoire parisien d'Umbrella où elle sera capturée pour être envoyée sur l'île pénitentiaire d'Umbrella. Quand elle sortira de sa cellule, elle va vite se rendre compte que le virus T s'est, une fois de plus, échappé. La prison et tout le reste de l'île sont infestés de zombies. Pendant sa cavale, Claire va rencontrer Steve Burnside, un jeune garçon qui était prisonnier aussi et qui a profité du raid mystérieux pour s'évader de sa cellule. Ce n'est que vers la fin que Claire est retrouvée par Chris grâce à Leon. C'est à partir de cet instant (Steve étant fait prisonnier) que l'on peut jouer avec Chris. Ce chapitre est particulièrement fidèle à son volet. (Pour plus d'informations sur l'histoire en général voir Code Veronica)

## Ventes
Malgré la qualité et les nouveautés de ce second volet par rapport à Umbrella Chronicles, les ventes de la version Wii sont moins bonnes avec presque 1 million d'unités vendues. Aucun chiffre n'est disponible pour la version HD sortie en 2012 sur PlayStation 3.[réf. nécessaire]